# Blechnum insigne
Blechnum insigne là một loài dương xỉ trong họ Blechnaceae. Loài này được C.M.Kuo mô tả khoa học đầu tiên năm 1985.
Danh pháp khoa học của loài này chưa được làm sáng tỏ. 